# Antônio Prestes de Paula
Antônio Prestes de Paula (Campo Florido, 13 de junho de 1927 —  Cascavel, 2004) foi um militar brasileiro e líder da Revolta dos sargentos de 1963. Na juventude, militou no Partido Comunista Brasileiro. Como sargento da Força Aérea Brasileira, presidiu o Clube dos Suboficiais, Subtenentes e Sargentos das Forças Armadas e Auxiliares do Brasil (CSSSFAA). Foi preso com a derrota da revolta e desligado da corporação em 1964. Posteriormente, participou da luta armada contra a ditadura militar, integrando o Movimento de Ação Revolucionária e o Partido Comunista Brasileiro Revolucionário (PCBR). Em 1986, ocupou manchetes ao participar, com outros membros do PCBR, de uma tentativa de assalto a banco em Salvador.